# Thalassodes maipoensis
Thalassodes maipoensis är en fjärilsart som beskrevs av Anthony C. Galsworthy 1997. Thalassodes maipoensis ingår i släktet Thalassodes och familjen mätare. Inga underarter finns listade i Catalogue of Life.